# Juris Alunāns

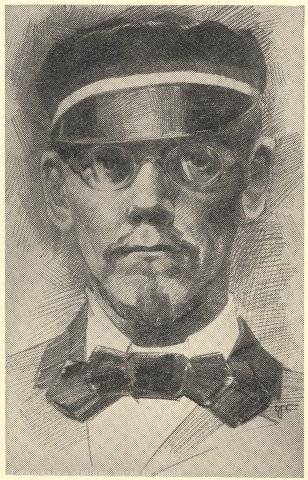

Juris Alunāns (Juris Allunans, Gustavs Georgs Frīdrihs Alunāns) (* 1832; † 1864) war ein lettischer Lyriker, Publizist und Philologe.

## Leben

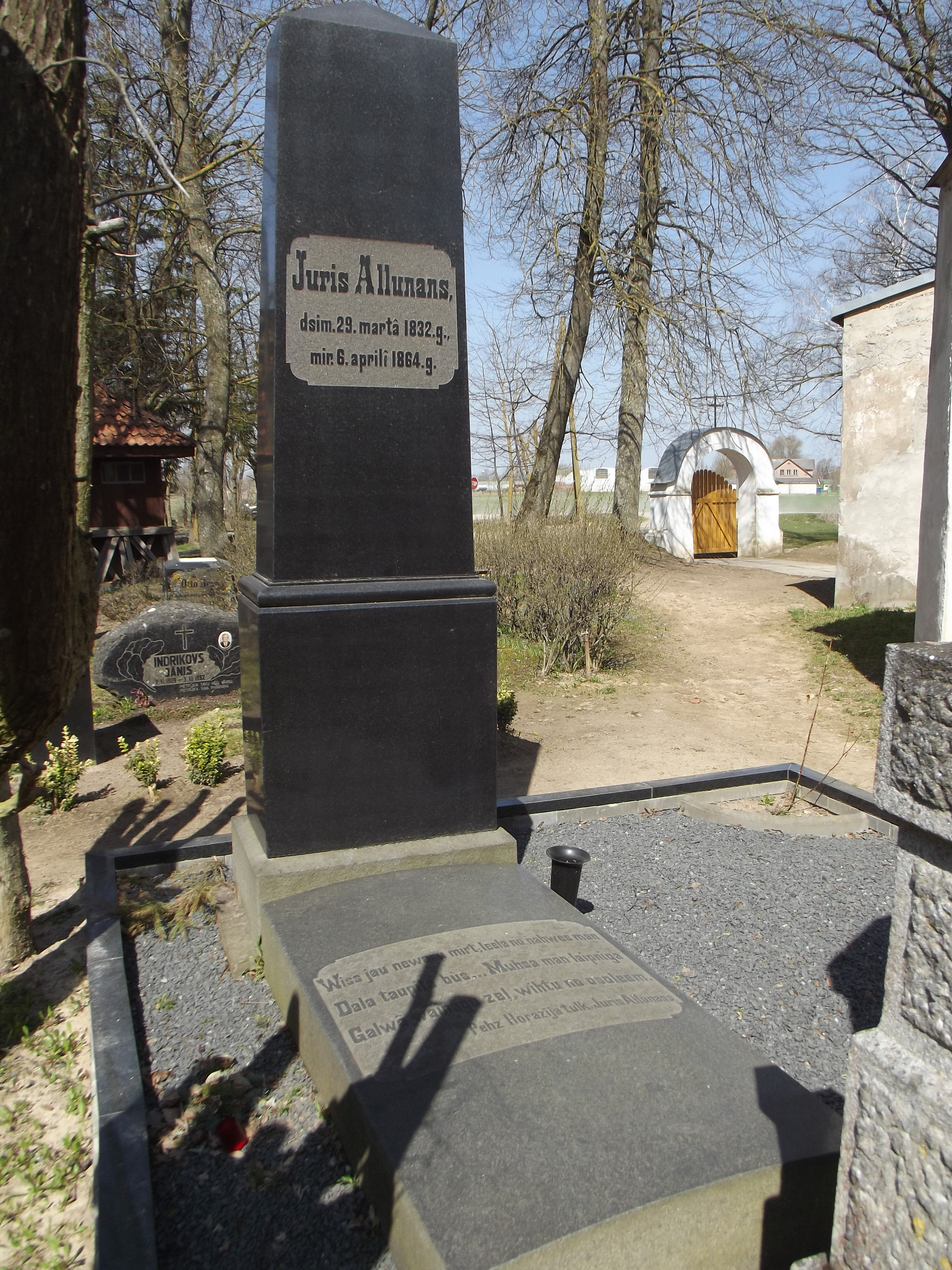
Friedhof Lielvircavas

Er wurde am 1. Mai 1832 (jul. Kal.) im Gouvernement Livland des Kaiserreichs Russland geboren.
Er besuchte von 1848 bis 1854 das Gymnasium in Mitau und studierte von 1856 bis 1861 an der Kaiserlichen Universität Dorpat Kameralistik und Philologie. Im Gymnasium lernte er Althebräisch, Altgriechisch, Latein, Deutsch, Russisch, Französisch und Litauisch, während seines Studiums ergänzte er diese Kenntnisse durch Estnisch, Englisch und Sanskrit.
Er trat in die Forst-Akademie in Sankt Petersburg ein und war dann Redakteur der lettischsprachigen Zeitung Pēterburgas Avīzes daselbst.
Er war Mitglied der Jungletten.